# La Haute-Gaspésie
A Regionalidade Municipal do Condado de La Haute-Gaspésie está situada na região de Gaspésie-Îles-de-la-Madeleine na província canadense de Quebec. Com uma área de mais de cinco mil quilómetros quadrados, tem, segundo o censo de 2004, uma população de cerca de doze mil pessoas sendo comandada pela cidade de Sainte-Anne-des-Monts. Ela é composta por 10 municipalidades: 2 cidades, 4 municípios, 2 aldeias e 2 territórios não organizados.

## Municipalidades

### Cidades
- Cap-Chat
- Sainte-Anne-des-Monts

### Municípios
- La Martre
- Rivière-à-Claude
- Sainte-Madeleine-de-la-Rivière-Madeleine
- Saint-Maxime-du-Mont-Louis

### Aldeias
- Marsoui
- Mont-Saint-Pierre

### Territórios não organizados
- Coulée-des-Adolphe
- Mont-Albert